# Syrphoctonus calvus
Syrphoctonus calvus är en stekelart som först beskrevs av Dasch 1964.  Syrphoctonus calvus ingår i släktet Syrphoctonus och familjen brokparasitsteklar. Inga underarter finns listade i Catalogue of Life.